# Герб Золочевского района (Харьковская область)
Герб Золочевского района — герб территориальной общины Золочевского района Харьковской области.

## Описание
Герб района представляет собой четырехугольный геральдический щит с закругленными нижними углами и заострениями в основе, разделенный на две части и с двойной золотой и зеленой каймой.
В верхней части на зеленом поле щита элементы символа Харьковской области: перекрещенные рог изобилия и кадуцей.
Вторая половина — символ Золочевского района: на светло-зеленом поле нижней части щита отображена карта Золочевского района с надписью Золочев. В центре карты расположен круг, половина которого отражает промышленность района — шестерня, другая половина — дубовые листья, перевитые лентой, в венке которого — калина как символ национальности Украины. В центре карты — колос пшеницы, символ достатка.